# Partit Democràtic Ideal
El Partit Democràtic Ideal (francès Parti Démocratique Idéal, PDI, kinyarwanda Ishyaka Ntangarugero Muri Demokrasi) és un partit polític de Ruanda.

## Història
El partit va ser establert com a "Partit Democràtic Islàmic" (Parti Démocratique Islamique) en 1992.
En la campanya per a les eleccions presidencials d'agost de 2003, el partit va ser prohibit com a conseqüència d'una prohibició constitucional sobre partits religiosos. El partit es va reconstituir com a Partit Democràtic Ideal a temps de presentar les eleccions parlamentàries de setembre de 2003, en què es va aliar amb el governamental Front Patriòtic Ruandès i va obtenir dos escons. El líder del PDI Mussa Harerimana va ser nomenat Ministre de l'Interior.
El partit va continuar la seva aliança amb el FPR per a les eleccions parlamentàries ruandeses de 2008, però es va reduir a un escó. Va tornar a formar part novament de l'aliança liderada per FPR a les eleccions parlamentàries ruandeses de 2013, en les quals va conservar el seu únic escó.